# إنريكي غوزمان
إنريكي غوزمان (بالإسبانية: Enrique Guzmán) هو مغني وممثل مكسيكي، ولد في 1 فبراير 1943 بكاراكاس في فنزويلا.

## وصلات خارجية
- إنريكي غوزمان على موقع IMDb (الإنجليزية)
- إنريكي غوزمان على موقع ألو سيني (الفرنسية)
- إنريكي غوزمان على موقع ميوزك برينز (الإنجليزية)
- إنريكي غوزمان على موقع أول موفي (الإنجليزية)
- إنريكي غوزمان على موقع ديسكوغز (الإنجليزية)
- إنريكي غوزمان على موقع قاعدة بيانات الفيلم (الإنجليزية)
- إنريكي غوزمان على موقع كينوبويسك (الروسية)